# Allál Ben Kasszu
Allál Ben Kasszu (arabul: علال بن قصو, klasszikus vokalizációval Allál ibn Kaszu; Rabat, 1941. november 30. – Rabat, 2013. október 29.) marokkói válogatott labdarúgókapus.